# Atala (azienda)
L'Atala è un'azienda di biciclette che dal 2009 ha sede a Monza. Dal 2011 fa parte della multinazionale olandese Accell Group al 50%.

## Storia
La Atala - Fabbrica di velocipedi viene fondata nel 1907 da Angelo Gatti, ex-dirigente della Bianchi; il marchio con lo scudetto blu e rosso viene depositato a nome della ditta Gatti & Pellini con il numero 8630. Il nome della società è un omaggio al nome della madre del fondatore, Atala Naldi. Gatti sostenne fin da subito una propria squadra di ciclismo, partecipando alle prime edizioni del Giro d'Italia. Con Atala Luigi Ganna e Carlo Galetti vinsero le prime due edizioni del Giro, nel 1909 e 1910; Atala vinse anche l'inusuale competizione per squadre del 1912 grazie ai "Quattro moschettieri" Luigi Ganna, Giovanni Micheletto, Carlo Galetti ed Eberardo Pavesi.
Nel 1916 la Atala passa alla Soc. Artale & C. e successivamente nel 1919 alla milanese S.A. Emerico Steiner che la manterrà sino al 1938. Negli anni tra il 1924 ed il 1934 la gamma di produzione viene completata con una linea di motociclette. Nel 1938 il marchio Atala venne acquisito da Cesare Rizzato, artigiano e costruttore di telai a Padova, che già dal 1921 produceva col marchio "Ceriz", cui si sarebbero aggiunti, dopo Atala, anche i prestigiosi "Maino" e "Dei", che negli anni sessanta animarono da leader le scene agonistiche internazionali.
Dopo la vittoria di alcuni campionati del mondo e tappe del Giro d'Italia negli anni ottanta (con la formazione Atala-Campagnolo), l'azienda ha conosciuto un periodo di crisi a causa dell'alto costo della manodopera italiana, venendo ceduta dalla famiglia Rizzato nel 2002 e formando così il nuovo gruppo Atala, proprietà di un gruppo d'imprenditori milanesi e della Banca Antonveneta, e, successivamente, rilevata nella ristrutturazione aziendale da due imprenditori milanesi e da Ovadya Sarda, e poi ancora da quest'ultimo, alla multinazionale olandese Group Accell al 50%.
Atala commercializza, ad oggi, biciclette tradizionali (road, wellness, trekking, urban style, mtb, bmx, kids), biciclette elettriche a pedalata assistita (E-Bike) e prodotti fitness.

## Attualità
Fa parte della multinazionale olandese Accell al 50%, quota cedutale nel 2011 dalla società turca Bianchi Bisiklet. Dal 2009 ha sede a Monza, dove è ubicato il magazzino cicli e ricambi che effettua spedizioni in tutta Italia. La produzione di biciclette e cyclette avviene principalmente in Italia, Turkmenistan, Turchia ed in altri paesi asiatici come pure l'importazione dalla Cina di componenti quali telai, accessori e ricambi.

## Ciclomotori

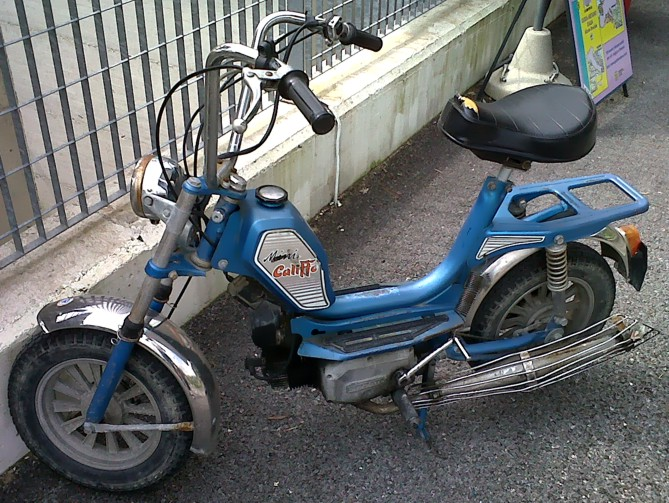
Atala Mini Califfo, uno dei ciclomotori prodotti dall'Atala

Dal 1938 al 2002 notevole fu la produzione di ciclomotori 50 cm³ cilindrate e anche alcuni modelli  alimentati da motore elettrico.
Ciclomotori: Imperial, Sport, Lygie, Freccia d'Oro, Maino, Ringo, 50SL, Mirage, E3, Satan, Mexico.
Ciclomotori tipo "Tuboni": Califfone, Califfo, Mini Califfo, Califfo Giò, Uno, Green, Master, Idea, Mustafà.
Ciclomotori Scooter: Hacker, Skeggia, Byte, Car, Vamos, Carosello, Lepton (uno scooter elettrico).